# Aloeides mashona
Aloeides mashona är en fjärilsart som beskrevs av Tite och Dickson 1973. Aloeides mashona ingår i släktet Aloeides och familjen juvelvingar. Inga underarter finns listade i Catalogue of Life.